# Минданао
Минданао (таг. Mindanao) је друго највеће острво Филипина, и уједно најјужније и најисточније веће острво овог архипелага. Налази се између Сулу мора на западу, Целебеског мора на југу, и Филипинског мора на истоку. Минданао има површину од 95.581 km² и заједно са већим острвом Лузон чини преко 2/3 површине земље, где живи преко 70% становништва. На Минданау живи 14 милиона становника. Главни и највећи град острва је Давао. Највиши врх Апо је јужно од Даваа, висок је 2.954 m, и уједно је највиши врх земље. Поред главног острва налази се више мањих која се сматрају заједничким делом архипелага Минданаа. Међу њима се истичу: архипелаг Сулу, Камигин и Самал. 
На Минданау су нађени остаци бродова старих 600 година. Зна се да се ислам појавио на Минданау у 14. веку, и задржао се до данас на југу острва. Султанат Сулу је основан 1450, и одржао се до раног 20. века. Поред њега постојао је султанат Магинданао. Филипинима су од почетка 17. века владали шпански колонизатори, а од почетка 20. века Американци. Филипини су стекли независност 1946. Због значајне колонизације са севера, понекад и под државним патронатом, данас су већина становника острва хришћани (63%, муслимани 32%). На острву постоји покрет за аутономну исламску државу јужних Филипина који повремено прераста у оружану и терористичку борбу против централне власти. 
Минданао је подељен на шест административних региона: полуострво Замбоанга, северни Минданао, регион Карага, регион Давао, регион Сосксрген, и аутономни регион Бангсаморо. Према попису из 2020. године, град Давао је најнасељенији град у земљи, са 1.776.949 становника, следи Замбоанга са 977.234 становника, Кагајан де Оро (728.402 становника), Генерал Сантос (697.315 становника), Бутуан (372.910), Илиган (363.115) и град Котабато (325,07 становника).
Од пољопривредних производа, на Минданау се гаји: пиринач, кафа, шећерна трска, памук и воће (манго, кокос, банане, ананас). Од руда, на острву се експлоатише злато, бакар, алуминијум, никл и многи други метали и неметали (со, базалт, кварц, опал).

## Етимологија
Име „Минданао” је шпанско изобличено име народа Магинданао, доминантне владајуће етничке групе у Султанату Магинданао у југозападном Минданау током шпанског колонијалног периода. Само име значи „језерски људи”, иако се у савременим изворима обично преводи као „народ поплавних равница”.

## Историја

### Праисторија
Археолошки налази на острву упућују на евиденцију људске активности још до пре око десет хиљада година. Око 1500. године пре нове ере аустронежански народ се проширио по Филипинима.
Верује се да се народ Субанон населио на полуострву Замбоанга током неолита око 4500-2000. п. н. е.. Докази о каменим алатима у Замбоанги дел Норте могу указивати на присуство касног неолита. У пећинама су пронађене керамичке посуде, неглазиране и глазиране, кинески селадони, златни украси, перле и наруквице. Многи од керамичких предмета су из периода Јуан и Минг. Очигледно, постојала је дуга историја трговине између Субанона и Кинеза дуго пре њиховог контакта са исламом.

### Султанати и ислам
Ширење ислама на Филипинима почело је у 14. веку, углавном под утицајем муслиманских трговаца са западног Малајског архипелага. Прва џамија на Филипинима подигнута је средином 14. века у граду Симунул, Тави-Тави. Око 16. века, муслимански султанати Сулу, Ланао и Магинданао настали су од некадашњих хинду-будистичких раџаната.
Како је ислам стекао утицај у Минданау, староседеоци султаната морали су да пређу на ислам или да одају почаст својим новим муслиманским владарима. Највећа муслиманска држава у копненом Минданау био је Султанат Магинданао, који је контролисао јужне поплавне равнице Рио Гранде де Минданао и већи део обалског подручја залива Илана и залива Моро. Име Минданао је изведено из овог Султаната. Али већина Минданаа је остала анимистична, посебно народ Лумада у унутрашњости. Већина северних, источних и јужних приобалних региона насељених Висајанцима (Суригаонон и Бутуанон) и другим групама су касније претворени у хришћанство од стране Шпанаца. Минданао је тада био уплетен у сукобе између бохолског (висајанског) Дапитанског краљевства и молуканског Султаната од Терната. Дапитан који је првобитно био на Бохолу уништен је од стране експедиционих снага из Султаната Тернате и Дапитени су били приморани да се преселе у северни Минданао где су водили рат против Султаната Ланао и тамо успоставили нови Дапитан. Минданаоци су се затим проширили из Минданаа широм југоисточне Азије. Историчар Вилијам Хенри Скот, цитирајући португалски рукопис Summa Orientalis, приметио је да је Мотама у Бурми (Мјанмар) имала велико присуство трговаца са Минданаа.

### Шпанска колонизација и хришћанство
Године 1521, Антонио Пигафета је написао извештај о доласку у 'Мајнгдано'. Он је био са Магеланом на првом обиласку земаљске кугле и пловидби за краља Шпаније.
Дана 2. фебруара 1543, Руј Лопез де Виљалобос је био први Шпанац који је стигао до Минданаа. Острво је назвао „Цезареја Кароли“ по Карлу V из Светог римског царства (и I од Шпаније). Убрзо након шпанске колонизације Себа, они су прешли на колонизацију региона Карага на североистоку Минданаа и открили су значајно присуство муслимана на острву. Временом су се бројна племена у Минданаа преобратила у римокатолицизам, и изградила насеља и утврђења широм приморских региона. Ова насеља су опстала упркос нападима суседних муслиманских султаната. Најјаче утврђено од њих, осим кратког периода 1662. године када је Шпанија послала војнике из града у Манилу након претње инвазије кинеског генерала Косинге, био је град Замбоанга који су населили војници из Перуа и Мексика. Султанати су се одупирали шпанском притиску и покушајима да их преобрате у хришћанство током овог периода. Султанат од Тернате на Молуцима у Индонезији у коме се говорило папуански је формирао блиски савез са султанатима Минданаа, посебно са султанатом Магинданао. Тернате је редовно слао војна појачања на Минданао да помогне локалним султанатима у њиховом рату против Маниле под шпанском контролом.

### Други светски рат
У априлу 1942, Минданао је, заједно са остатком Филипина, званично ушао у Други светски рат након што су јапански војници напали кључне градове на острвима. Многи градови су спаљени до темеља на Минданау, међу којима су Давао Сити, Замбоанга Сити, Ланао, Кагајан де Оро, Илиган Сити и Бутуан. У априлу и мају 1942. године, јапанске снаге су поразиле америчке трупе којима су командовали Вилијам Ф. Шарп и Гај Форт, у бици која је почела код Малабанга (града близу Гандамату Макадара, Ланао) и завршила се близу града Ганасија, Ланао. Град Давао је био међу првима које су окупирале јапанске снаге.
Давао Сити је био подвргнут од стране повратничких снага генерала Дагласа Макартура сталном бомбардовању пре него што су се америчке ослободилачке снаге искрцале у Лејте у октобру 1944. године. Филипински војници и локални герилски борци активно су се борили против јапанских снага све до ослобођења након завршетка Битке код Минданаа.